# پتار استامبولیچ
پتار استامبولیچ (انگلیسی: Petar Stambolić؛ ۱۲ ژوئیهٔ ۱۹۱۲ – ۲۱ سپتامبر ۲۰۰۷) سیاستمدار اهل یوگسلاوی بود. وی از ۱۵ مه ۱۹۸۲ تا ۱۵ مه ۱۹۸۳ رئیس‌جمهور یوگسلاوی بود.
پتار استامبولیچ در ۲۱ سپتامبر ۲۰۰۷، در سن ۹۵ سالگی درگذشت.